# Wiciokrzew przewiercień
Wiciokrzew przewiercień (Lonicera caprifolium), zwyczajowo nazywany czasami kapryfolium – gatunek rośliny należący do rodziny przewiertniowatych. Pochodzi z Europy, ale rozprzestrzeniony został również w innych rejonach świata. Sprowadzony został do Polski w XVIII–XIX w. jako roślina ozdobna. Czasami dziczeje. Występuje miejscowo w dolinach Wisły i Odry. Status gatunku we florze Polski: kenofit.

## Morfologia

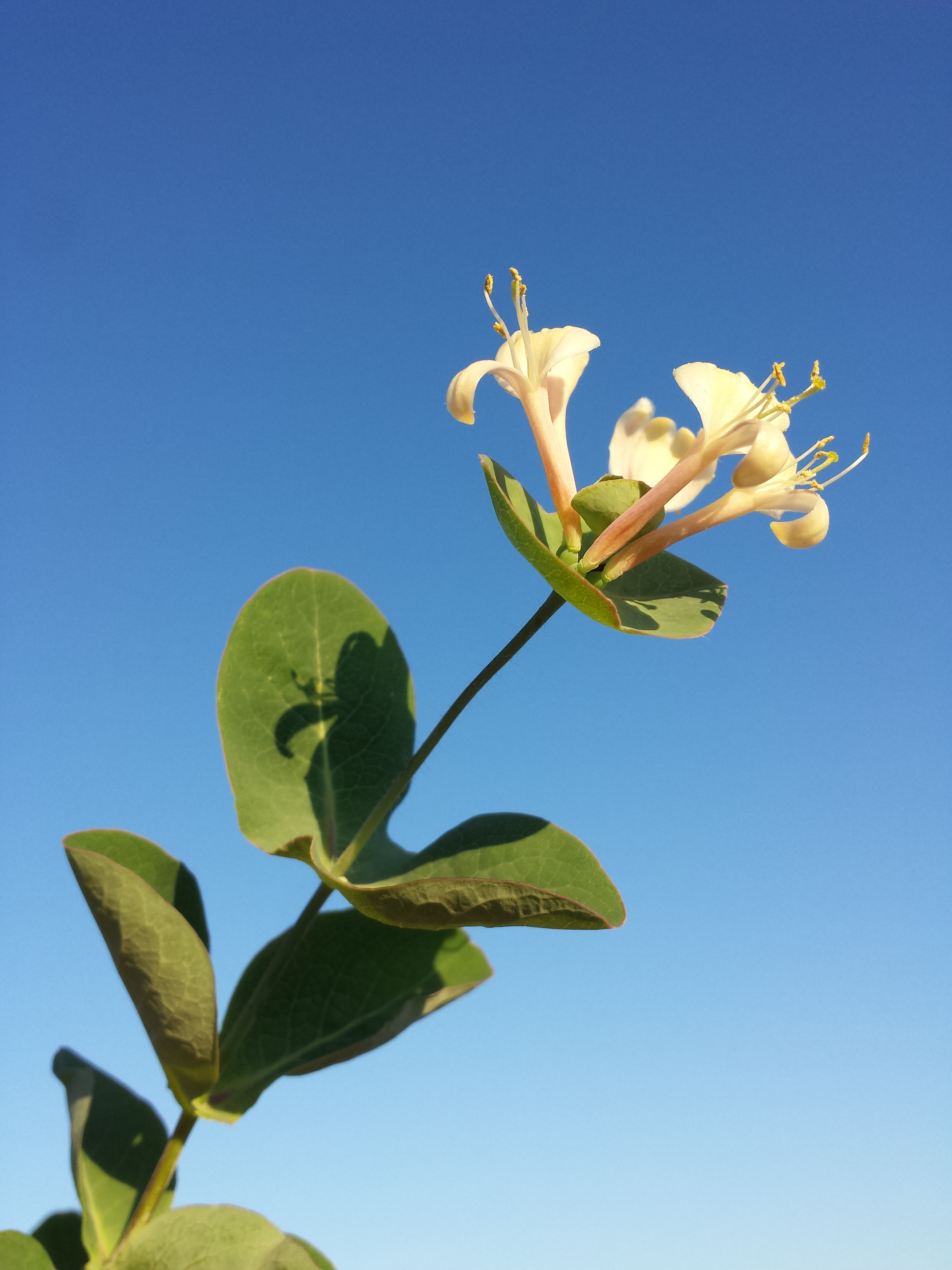
Kwiatostan

PokrójPnącze o wijących się pędach, osiągające długość do 9 m. Gałązki (nawet młode) są nagie, czym różni się od podobnego gatunku wiciokrzewu pomorskiego.
LiścieUlistnienie naprzeciwległe, liście szerokoeliptyczne, krótkoogonkowe, o długości 4–10 cm. Najwyższe liście są zrośnięte nasadami, tworzą jakby talerzyk obejmujący łodygę (ważna cecha odróżniająca od wiciokrzewu pomorskiego). Na stronie spodniej są niebieskawozielonawe i nagie.
KwiatyWyrastają po 1–2 (na wspólnej szypułce) w kątach najwyższych liści. Mają długość 4–5 cm, są kremowe, czasami podbarwione na różowo i przyjemnie pachną. Korona z długą rurką, pojedynczy słupek z długą szyjką i pałeczkowatym znamieniem, 5 wolnych pręcików.
OwocePomarańczowe nibyjagody o wydłużonym, elipsoidalnym kształcie.

## Biologia i ekologia
Zdziczałe okazy spotykane głównie w zaroślach nadrzecznych i śródpolnych. Kwitnie w maju i czerwcu, przedprątne kwiaty zapylane są przez motyle. Owoce dojrzewają w miesiącach lipiec–październik. Roślina trująca.

## Zastosowanie
Ze względu na swoje piękne i pachnące kwiaty uprawiany jako roślina ozdobna. Może okrywać altany, pergole i inne podpory. Nie ma specjalnych wymagań glebowych, może rosnąć na każdej niemal glebie. Wymaga jednak stałej wilgotności, gdyż ma płytki system korzeniowy. Wskazane jest z tego względu ściółkowanie. Bywa atakowany przez mszyce, zwłaszcza gdy rośnie na stanowiskach suchych lub słonecznych. Nie wymaga cięcia, a jedynie usuwania obumarłych pędów. Można go rozmnażać albo z sadzonek, albo przez odkłady (przygięcie pędu do ziemi i przysypanie go).